# Animita del paquito

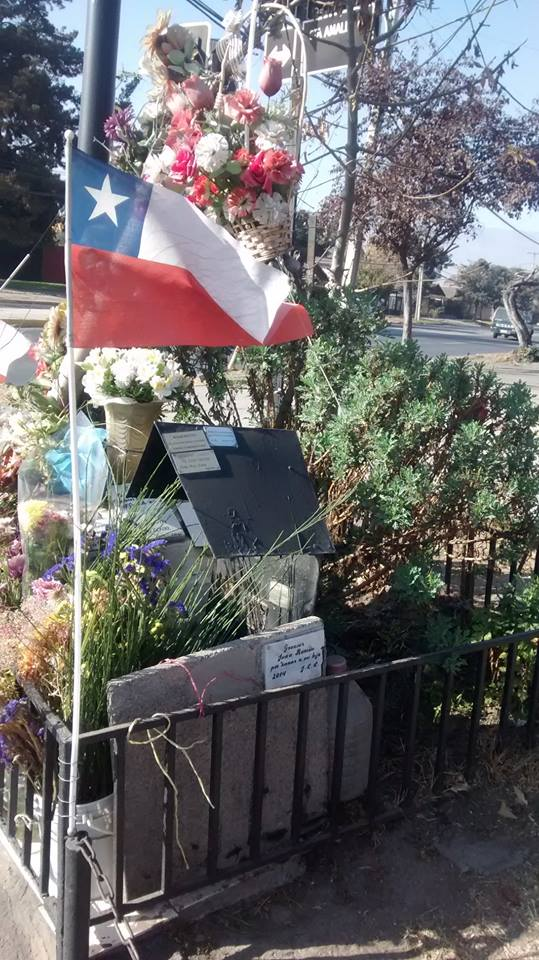
Vista lateral de la animita

La Animita del paquito es como coloquialmente se conoce a una animita o cenotafio dedicada al joven cabo de la policía chilena, Carabineros Juan Ramón Morales, quien falleció en un acto de servicio en la comuna de La Florida.
Las animitas constituyen una expresión de religiosidad popular, que fuera de todo marco canónico, pretende brindar cierta canonización popular a personas que han fallecido en trágicas circunstancias. Cumplen la función de memoriales o santuarios populares en el lugar donde aconteció un accidente automovilístico, en la mayoría de los casos, o bien un asalto con homicidio. En este caso corresponde al lugar donde cayó una víctima de un accidente del tránsito.
El apodo "paquito" es la expresión cariñosa de la palabra "paco" que corresponde a una forma peyorativa como denominan desde la sociedad a los integrantes de  Carabineros de Chile.

## El Cabo Morales

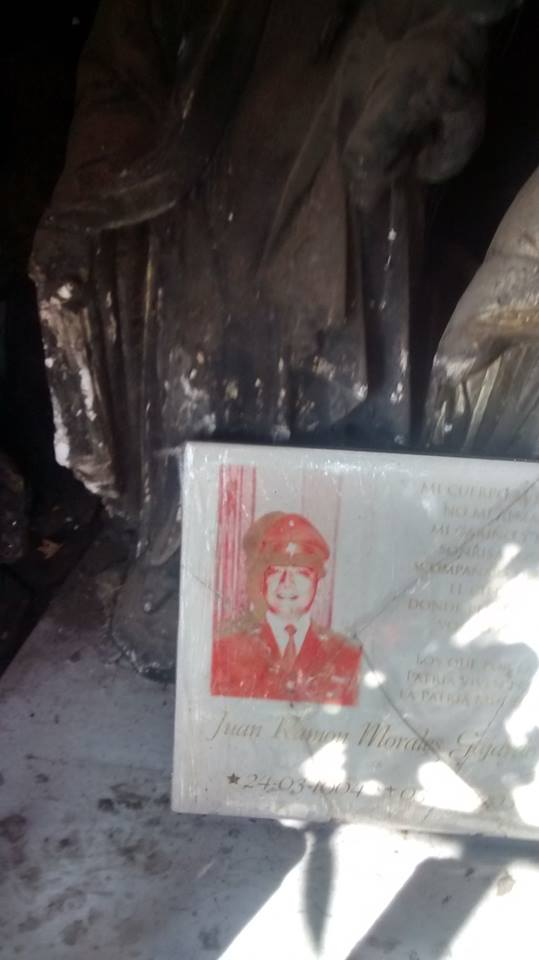
Interior de la animita

Juan Ramón Morales Guajardo fue un motocicleta mártir de la institución fallecido en un trágico accidente el 3 de julio de 1993, mientras se hallaba en servicio. El Cabo se dirigía escoltar el paso de una persona que era conducida de urgencia a un hospital, cuando al llegar a la esquina de Santa Amalia con Colombia, intersección peligrosa en la época al carecer de semáforo, chocó con un vehículo particular 
Morales era miembro de la policía motorizada, pertenecía a la dotación de la Subcomisaría de Los Quillayes y tenía 29 años en el momento de fallecer. Integraba la institución desde el 1° de noviembre de 1985 y ostentaba el grado de Cabo 2°.

## El accidente
3 de julio de 1993 después del mediodía recibieron la orden de  escoltar el traslado de una persona herida Lo Cañas hasta el Hospital Sótero del Río. El accidentado iba en un vehículo de un concejal de la comuna ante la falta de Ambulancias, dirigiéndose por avenida Colombia hacia el Sur y al llegar a la intersección el cabo Morales chocó violentamente con un vehículo que iba por calle Santa Amalia hacia el poniente, cayendo el cuerpo del carabinero hacia el punto de donde se instaló su animita.
La animita es muy popular teniendo permanentemente flores, velas y placas de agradecimientos por los milagros que se le atribuyen.